# Santi Protomartiri Romani

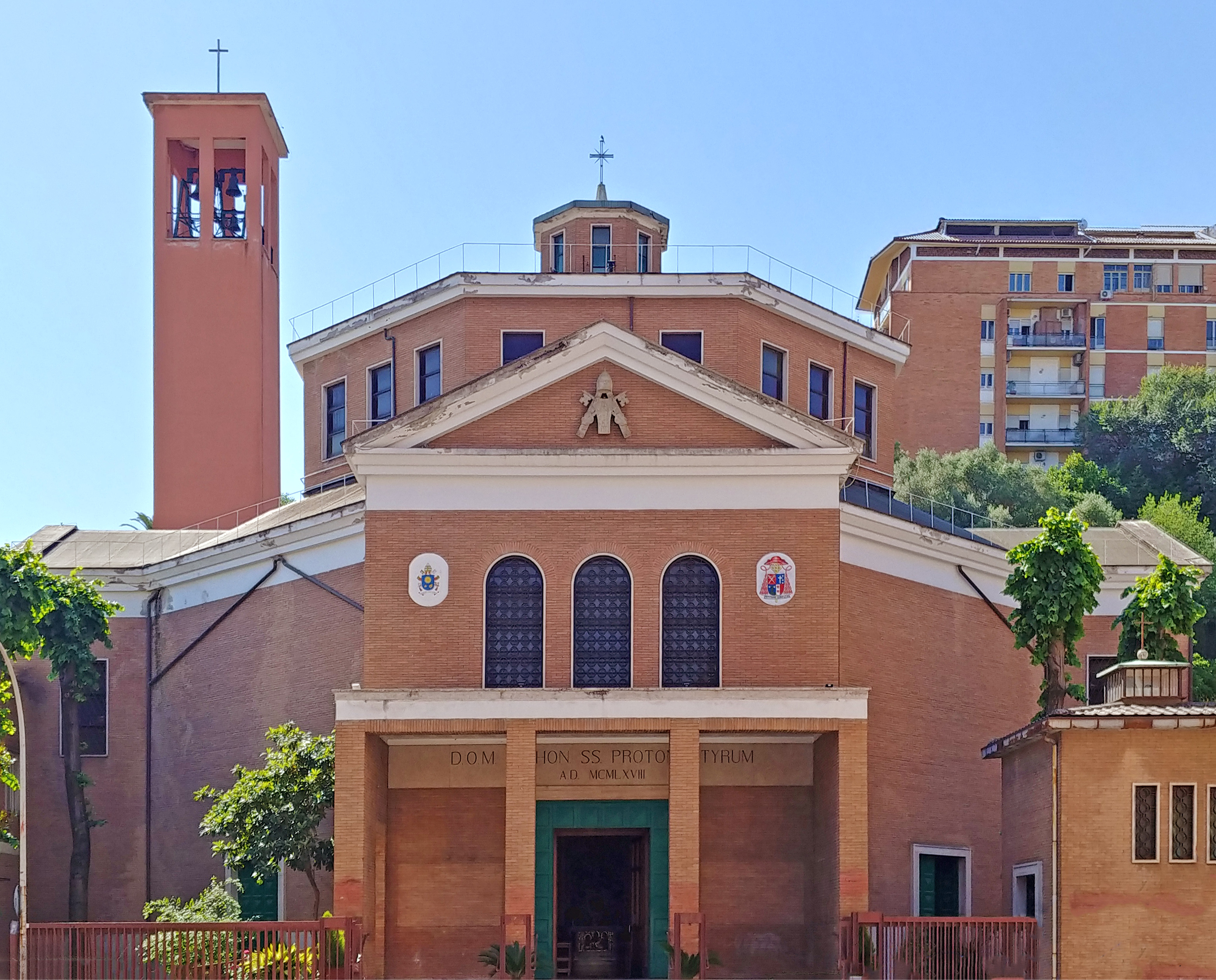
Fachada da igreja Santi Protomartiri Romani.

Santi Protomartiri Romani é uma igreja titular de Roma localizada na Via Angelo di Pietro, 50, no quartiere Aurelio, logo a sudoeste da Cidade do Vaticano e ao sul da Villa Doria Pamphilj. É dedicada aos Protomártires de Roma, os primeiros mártires cristãos mortos durante as perseguições do imperador romano Nero entre 64 e 67. O ultimo cardeal-presbítero protetor do título cardinalício de Santos Protomártires na Via Aurelia Antica foi Henri Schwery, bispo-emérito de Sion, na Suíça.

## História
Esta igreja, construída com base num projeto do arquiteto Francesco Fornari e terminada em 1968, é sede de uma paróquia homônima instituída em 19 de maio de 1964 através do decreto "Neminem fugit" do cardeal-vigário Clemente Micara. A inspiração óbvia para o projeto é a igreja de Santo Stefano Rotondo al Celio. Em 1969, passou também a ser sede do título cardinalício de Santos Protomártires na Via Aurelia Antica.

## Descrição
A planta é baseada numa cruz maltesa, com um corpo principal octogonal com seus quatro lados cardinais estendidos por braços com extremidades quadradas. O que abriga o presbitério tem duas vezes o comprimento dos demais.
O edifício, em tijolos vermelhos com elementos em pedra branca, tem um estilo neoclássico. As paredes exteriores são todas de tijolos vermelhos, com os lados diagonais ostentando profundos frisos brancos na linha do beiral. O octógono principal tem um telhado subdivido em oito seções circundando a cúpula, mas cada um dos braços tem seu próprio telhado com duas águas com o ápice tocando a base do tambor da cúpula. O tambor se abre em três janelas retangulares verticais de cada lado e a cúpula propriamente dita é rasa, com oito seções se encontrando numa lanterna cilíndrica com oito janelas no formato de rasgos. Os telhados são geralmente uma composição de tons cinzas, mas a cúpula da lanterna é revestida de cobre verde.
Finalmente, há ainda um campanário isolado no fundo do lado esquerdo, de tijolos com duas grandes aberturas retangulares para os sinos de cada lado e o topo no formato de uma pirâmide achatada.
A fachada de entrada é precedida de um pórtico aberto com um teto horizontal sustentado por duas colunas quadradas sem decoração e de um lance de escadas. Sobre a entrada principal está uma inscrição dedicatória. Sobre o pórtico, por sua vez, está uma fileira de três janelas arcadas. No alto está um frontão triangular acima de um friso que corre por toda a volta da igreja. As janelas tem suas estruturas internas em ferro num padrão de cruzes e anéis.
O tímpano do frontão está decorado por um brasão papal em relevo.
No interior, a principal surpresa é que, apesar do formato da planta, o altar-mor não ocupa uma posição central. Ele está na extremidade do braço oposto ao da entrada, um layout tradicional. Os braços laterais abrigam capelas dedicadas ao Crucifixo (direita) e a Nossa Senhora (esquerda). Ambos tem paredes de fundo lisas, mas são iluminados por um par de janelas nas paredes laterais.
Não existe um teto e o lado interior do telhado é visível no interior, mas pintado de branco. O tambor da cúpula é sustentado por uma arcada com oito arcos não decorados suportados por colunas. Elas não tem capitéis e terminam em impostas de mármore vermelho. O interior da cúpula é dividido em oito seções que se encontram numa lanterna.